# Psychosociale Hulpverlening bij Ongevallen en Rampen
De Psychosociale Hulpverlening bij Ongevallen en Rampen (PSHOR) is een deelorganisatie van de GHOR die ingezet kan worden bij rampenbestrijding en ernstige calamiteiten. Diensten die samenwerken in een PSHOR zijn onder andere slachtofferhulp, GGZ, maatschappelijk werk en geneeskundige diensten.

Psychosociale hulpverlening heeft tot doel om getroffenen (al dan niet collectief en door middel van professionele begeleiding) het gevoel van zelfcontrole na een schokkende gebeurtenis terug te laten krijgen, zodat slachtoffer kan omgaan met de persoonlijke gevolgen van het incident.
Uitvoering: binnen het proces vinden de volgende activiteiten plaats:
- Bevorderen natuurlijk herstel;
- Signaleren, doorverwijzen en zo nodig behandelen van getroffenen.

In de herstelfase is ten aanzien van de signalering en doorverwijzing een belangrijke rol weggelegd voor de reguliere huisartsenzorg.